# Lexington County
Lexington County är ett administrativt område i delstaten South Carolina, USA. År 2010 hade countyt 262 391 invånare. Den administrativa huvudorten (county seat) är Lexington. 

## Geografi
Enligt United States Census Bureau så har countyt en total area på 1 963 km². 1 810 km² av den arean är land och 153 km² är vatten. 

### Angränsande countyn
- Richland County, South Carolina - öst
- Orangeburg County, South Carolina - sydöst
- Calhoun County, South Carolina - sydöst
- Aiken County, South Carolina - sydväst
- Saluda County, South Carolina - väst
- Newberry County, South Carolina - nordväst